# Your New Favourite Band
Your New Favourite Band è un album discografico di raccolta del gruppo musicale alternative rock svedese The Hives, pubblicato il 22 ottobre 2001.

## Tracce
1. Hate to Say I Told You So – 3:22
2. Main Offender – 2:33
3. Supply and Demand – 2:26
4. Die, All Right! – 2:45
5. Untutored Youth – 1:34
6. Outsmarted – 2:21
7. Mad Man – 2:29
8. Here We Go Again – 2:12
9. A.K.A. I-D-I-O-T – 2:11
10. Automatic Schmuck – 2:17
11. Hail Hail Spit N' Drool – 1:26
12. The Hives Are Law, You Are Crime – 2:31